# Carl Henrik Engström
Carl Henrik Engström, född 17 mars 1785 i Falu Kristine församling, Kopparbergs län, död där 10 januari 1858, var en svensk bergsman och riksdagsman.
Carl Henrik Engström var bergsman i Falu bergslag. Han var riksdagsman i borgarståndet för Falu bergslags valdistrikt vid riksdagen 1840/41.